# Xenia nana
Xenia nana is een zachte koraalsoort uit de familie Xeniidae. De koraalsoort komt uit het geslacht Xenia. Xenia nana werd in 1930 voor het eerst wetenschappelijk beschreven door Hickson. 